# Черен роман
Черен роман или роман-ноар (на френски: Roman noir) е субжанр в американската масова литература през 1920-те – 1960-те години, разновидност на „твърдия“ (на английски: hard-boiled fiction – „твърдо сварен роман“) криминален роман. В основата на жанра лежат напрегнат сюжет и грубоват маниер на повествованието в духа на Ърнест Хемингуей и Джон Дос Пасос (черта, която е обща за „твърдия“ и „черния“ романи). За разлика обаче от „твърдия роман“, където главен герой е лицето, разследващо престъплението (детектив, журналист и т.н.), герой на романа-ноар е, като правило, жертвата, подозираният или престъпникът, тоест лицето, непосредствено въвлечено в престъплението, а не разплитащите (разследващите) историята
. Сред съществените признаци на жанра ноар са суровият реализъм на изложението, цинизъм, склонност на героите към саморазрушение, обилен сленг, задължителна сексуална линия в сюжета. Някои детайли (появяване на фатални жени, постоянно пушене на цигари от героите и др.) с времето стават литературна щампа на това направление.
Появил се в края на 1920-те години, към края на 1930-те ноар напълно се оформя като субжанр, обаче още не е намерил своя читател. Съчиненията от жанра „ноар“ се публикуват предимно в списания, специализирали се като „булевардно четиво“. Основно сред тях е списанието „Черна маска“ (на английски: „Black Mask“). Освен това, излизат отделни издания в евтин вариант с мека корица (така наричаните „paperback edition“). Истински „ноаров бум“ започва през 1950-те години и продължава до края на 1960-те. В този период са публикувани много „черни романи“, и често в добри издания.
Много произведения от жанра „черен роман“ стават основа за кинофилми ноар. При това, въпреки някои сходни черти, повечето изследователи подчертават съществени различия между понятията „ноар“ в литературата и в кинематографията, където „ноар“ е по-скоро стил, отколкото жанр.

## Произход на термина
Първоначално терминът „roman noir“ възниква във Франция и съвпада по значение с „твърд роман“. От 1946 г. с „ноар“ започва да се нарича определена категория филми.
Специално в САЩ терминът „ноар“ е пренесен от кинодейци през 1968 г. (вече след залеза както на „черния роман“, така и на „черния филм“). През 1984 г., когато започва вълна от преиздаване на романите от 1930-те – 1950-те години, това наименование за пръв път е използвано за литературната разновидност на този жанр. При американците, за разлика от французите, „ноар“ означава само определена група „твърдо сварени“ произведения, където героят не е детективът, а непосредственият участник в събитията.

## Представители на жанра
За „баща на черния роман“ понякога е сочен Корнел Улрич, автор на многобройни романи и разкази, печатани в продължение на 1930-те – 1950-те години и определяни по-късно като „ноар“
. Много съчинения на Улрич впоследствие са екранизирани (при което далеч не всички филми по творби на Улрич са филми-ноар). Сред тях са такива известни филми, като „Човекът-леопард“ на Жак Турньор, „Прозорец към двора“ на Алфред Хичкок, „Булката беше в черно“ и „Сирената от Мисисипи“ на Франсоа Трюфо.
Освен това, доколкото границите между „твърдия детектив“ и стила „ноар“ не винаги могат точно да се определят, към основателите на жанра се причисляват също корифеите на „твърдия“ роман Дашиъл Хамет, Реймънд Чандлър и Джеймс Кейн. Към тях често е причисляван и Рос Макдоналд.
Главните герои детективи Сам Спейд, Филип Марлоу и Лю Арчър в еднаква степен са известни на всеки американски книго- и киновед, подобно на Мики Маус и Шерлок Холмс. Нито един от последвалите ги частни детективи не е могъл и няма да може да повтори такъв успех, отбелязват критиците Бейкър и Нитцел. Именно по тази причина книгите на Хамет, Чандлър и Макдоналд постоянно се преиздават в нови и нови тиражи..
През 1946 г., по време на вълната на успеха на „черния роман“ във Франция, писателят Борис Виан се решава на литературна мистификация, като издава под псевдонима „Вернон Саливан“ ноар-романа „Ще дойда да плюя на гробовете ви“ и още редица произведения. Романът за кратко време придобива огромна популярност, но разобличаването на автора води до голям скандал.